# Балаково
Балаково (рус. Балаково) град је у Русији у Саратовској области. Према попису становништва из 2010. у граду је живело 199.573 становника.

## Становништво
Према прелиминарним подацима са пописа, у граду је 2010. живело 199.573 становника, 897 (0,45%) мање него 2002.
| 1939.  | 1959.  | 1970.   | 1979.   | 1989.   | 2002.   | 2010.   |
| ------ | ------ | ------- | ------- | ------- | ------- | ------- |
| 23.179 | 36.428 | 103.495 | 151.560 | 197.391 | 200.470 | 199.690 |

## Градови побратими
- Пабјањице
- Трнава
- Череповец
- Загреб
- Скрантон
- Баку